# Alfredo Mendoza
Alfredo Mendoza (ur. 12 grudnia 1963 w Encarnación) – paragwajski piłkarz grający na pozycji napastnika. Gracz brał udział w Mistrzostwach Świata w 1986 roku. W 1992 roku zdobył mistrzostwo Argentyny z klubem Newell’s OB.